# Chiavari
Chiavari (ligur nyelven Ciävai) település Olaszországban, Liguria régióban, Genova megyében. Lakosainak száma 27 307 fő (2023. január 1.). Chiavari Carasco, Cogorno, Lavagna, Leivi és Zoagli községekkel határos.

## Népesség
A település lakossága az elmúlt években az alábbi módon változott:
| Lakosok száma | 27 429 | 27 410 | 27 307 |
|               | 2017   | 2018   | 2023   |